# Leyland Cub CU
Der Leyland Cub CU war ein Midibus, den Leyland Motors zwischen 1979 und 1987 produzierte. Bereits von 1931 und 1939 baute Leyland einen Leyland Cub.
Das Chassis des Cub CU war vom Lkw Leyland Terrier abgeleitet und wurde im schottischen Leyland Werk in Bathgate gebaut. Es gab ihn in drei Varianten als CU335, CU385 und CU435, wobei die Zahl den Radstand in Zentimeter angab. Standardmotor war der 5,7-Liter-6.98-NV-Dieselmotor, wahlweise auch die gedrosselte 6.98DV-Version.
Die meisten Cubs wurden für Kommunen und die Wohlfahrtspflege gebaut. Die Karosserien kamen von Wadham Stringer aus Hampshire oder Reeve Burgess aus Derbyshire. Allerdings erwarben 1981 Lothian Regional Transport 18 CU435s mit Duple-Dominant-Bus-Aufbau und West Yorkshire Passenger 15 Exemplare mit Optare-Aufbau. 1987 löste den Cub CU der Leyland Swift ab.